# Cleveland Classic
Das Cleveland Classic ist ein jährlich stattfindendes Squashturnier für Damen. Es findet in Cleveland, Ohio, statt und ist Teil der PSA World Tour der Damen.
Es wurde erstmals 2007 ausgetragen. In der Saison 2019 gehörte das Turnier zur Kategorie PSA World Tour Bronze und hatte ein Gesamtpreisgeld in Höhe von 51.000 US-Dollar. Rekordsiegerinnen mit je drei Titeln sind Natalie Grainger und Nicol David.

## Sieger
| Jahr | Siegerin          | Finalgegnerin     | Ergebnis                      |
| ---- | ----------------- | ----------------- | ----------------------------- |
| 2023 | Georgina Kennedy  | Olivia Clyne      | 13:11, 11:8, 7:11, 11:6       |
| 2022 | Georgina Kennedy  | Sarah-Jane Perry  | 11:7, 6:11, 11:2, 11:6        |
| 2021 | Nicht ausgetragen | Nicht ausgetragen | Nicht ausgetragen             |
| 2020 | Nour El Tayeb     | Sarah-Jane Perry  | 10:12, 14:12, 11:5, 11:4      |
| 2019 | Nour El Tayeb     | Tesni Evans       | 11:5, 11:7, 9:11, 11:9        |
| 2018 | Joelle King       | Raneem El Weleily | 11:8, 11:8, 11:8              |
| 2017 | Camille Serme     | Alison Waters     | 10:12, 9:11, 11:8, 11:7, 11:8 |
| 2016 | Camille Serme     | Alison Waters     | 7:11, 11:6, 11:9, 11:5        |
| 2015 | Nicol David       | Raneem El Weleily | 11:5, 11:9, 11:4              |
| 2014 | Nicol David       | Annie Au          | 13:11, 11:5, 11:6             |
| 2013 | Raneem El Weleily | Nicol David       | 3:11, 11:5, 9:11, 11:5, 11:9  |
| 2012 | Nicol David       | Laura Massaro     | 7:11, 12:10, 11:7, 11:8       |
| 2011 | Laura Massaro     | Nicol David       | 11:9, 11:7, 9:11, 11:8        |
| 2010 | Alison Waters     | Omneya Abdel Kawy | 11:7, 11:9, 7:11, 3:11, 11:6  |
| 2009 | Natalie Grainger  | Alison Waters     | 9:11, 11:1, 11:6, 11:4        |
| 2008 | Natalie Grainger  | Kasey Brown       | 9:1, 9:4, 9:0                 |
| 2007 | Natalie Grainger  | Isabelle Stoehr   | 9:7, 10:8, 9:1                |